# Classic Days
Die Classic Days ist eine Oldtimerveranstaltung auf dem Gelände der Messe Düsseldorf. Die Veranstaltung wurde bis 2019 am Schloss Dyck in Jüchen im Rhein-Kreis Neuss ausgerichtet und wechselte 2022 nach Düsseldorf. Die Veranstaltung findet seit 2006 jährlich (mit Ausnahme 2020 und 2021 wegen der COVID-19-Pandemie) statt und wird von dem gleichnamigen Verein organisiert.
Auf dem Veranstaltungsgelände gibt es einen etwa 2,8 km langen Rundkurs („Racing Legends“), auf der in regelmäßigen Abständen Monoposto- und Tourenwagenrennen für Fahrzeuge bis zum Baujahr 1961 stattfinden. Den Besuchern wird darüber hinaus die Möglichkeit geboten, mit berühmten Rennfahrern aus unterschiedlichen Epochen des Motorsports in Kontakt zu treten.

## Geschichte
Die Classic Days entstanden im Jahr 2006 zur Erinnerung an den 1961 in Monza tödlich verunglückten Wolfgang Graf Berghe von Trips.
Im Jahr 2008 ereignete sich ein Unfall zweier Oldtimer, die auf dem abgesperrten Rundkurs aufeinander prallten. Dabei wurden sechs Menschen leicht verletzt. Seit 2008 findet außerdem ein internationaler FIVA-A Concours d’Elegance statt. Die Jury wurde im Jahr 2010 unter anderem von Caroline Bugatti, Jutta Benz, der Urenkelin von Carl und Bertha Benz, und Simeon Graf Wolff-Metternich besetzt.
Am 29. Januar 1886 reichte Carl Benz das Patent zum Motorwagen für sein Dreiradfahrzeug ein. 2011 wurde anlässlich dazu an die 125-jährige Geschichte des heutigen Automobils erinnert. Jutta Benz war, wie im Jahr davor, anwesend, um diesen „technik- und kulturgeschichtlichen Gründungsmoment, der die Welt bis heute bewegt“ zu feiern.
Bei den Classic Days 2012 wurde das 60-jährige Jubiläum der Mercedes-Benz SL-Klasse gefeiert. Zu diesem Anlass stellte Mercedes-Benz diverse SL-Rennsportwagen aus. Als Ehrengast reiste der ehemalige Automobilrennfahrer Sir Stirling Moss an. Außerdem wurde die Veranstaltung von den Rennfahrern Jochen Mass, Dieter Glemser und Hans Herrmann besucht.
Nachdem bedingt durch die Corona-Pandemie 2020 und 2021 die Veranstaltung abgesagt wurde, erfolgte durch den Verein im Dezember 2021 ein Ausblick auf die geplante Veranstaltung 2022. Demnach konnten keine tragbaren Bedingungen mehr für die weitere Durchführung auf dem Gelände des Schloss Dyck ausgehandelt werden.
In der Folge fanden die Classic Days 2022 auf dem Gelände der Messe Düsseldorf statt.
2025 fanden die Classic Days – Grand Meeting zum ersten Mal vom 1. bis 3. August 2025 auf dem Rittergut Birkhof in Korschenbroich statt.

## Zahlen und Fakten
Bei der ersten Veranstaltung im Jahr 2006 wurden etwa 500 Oldtimer ausgestellt. Als Reaktion auf die hohen Besucherzahlen waren 2007 knapp 4.700 Fahrzeuge und 2009 und 2010 sogar 7.000 ausgestellte Oldtimer aus zehn Ländern zu sehen. Im Jahr 2009 gab der Veranstalter mit 40.000 Besuchern die bisher höchste Besucherzahl an. In den Jahren 2011 und 2012 waren je 6.000 historische Fahrzeuge vertreten.

## Fahrzeuge
Auf den Classic Days werden immer besondere Liebhaber- und Einzelstücke präsentiert.

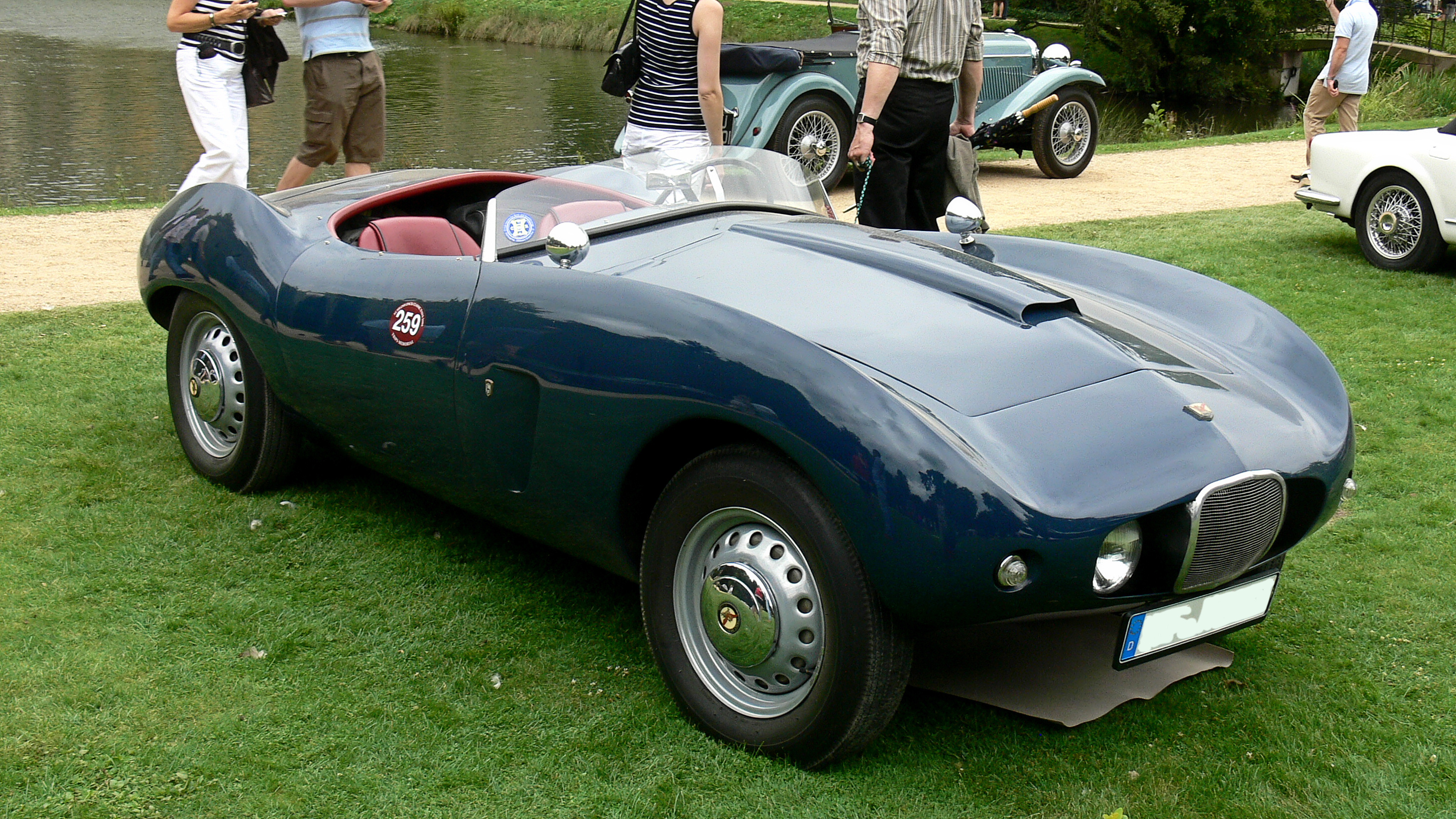
Arnolt-Bristol, Baujahr 1954
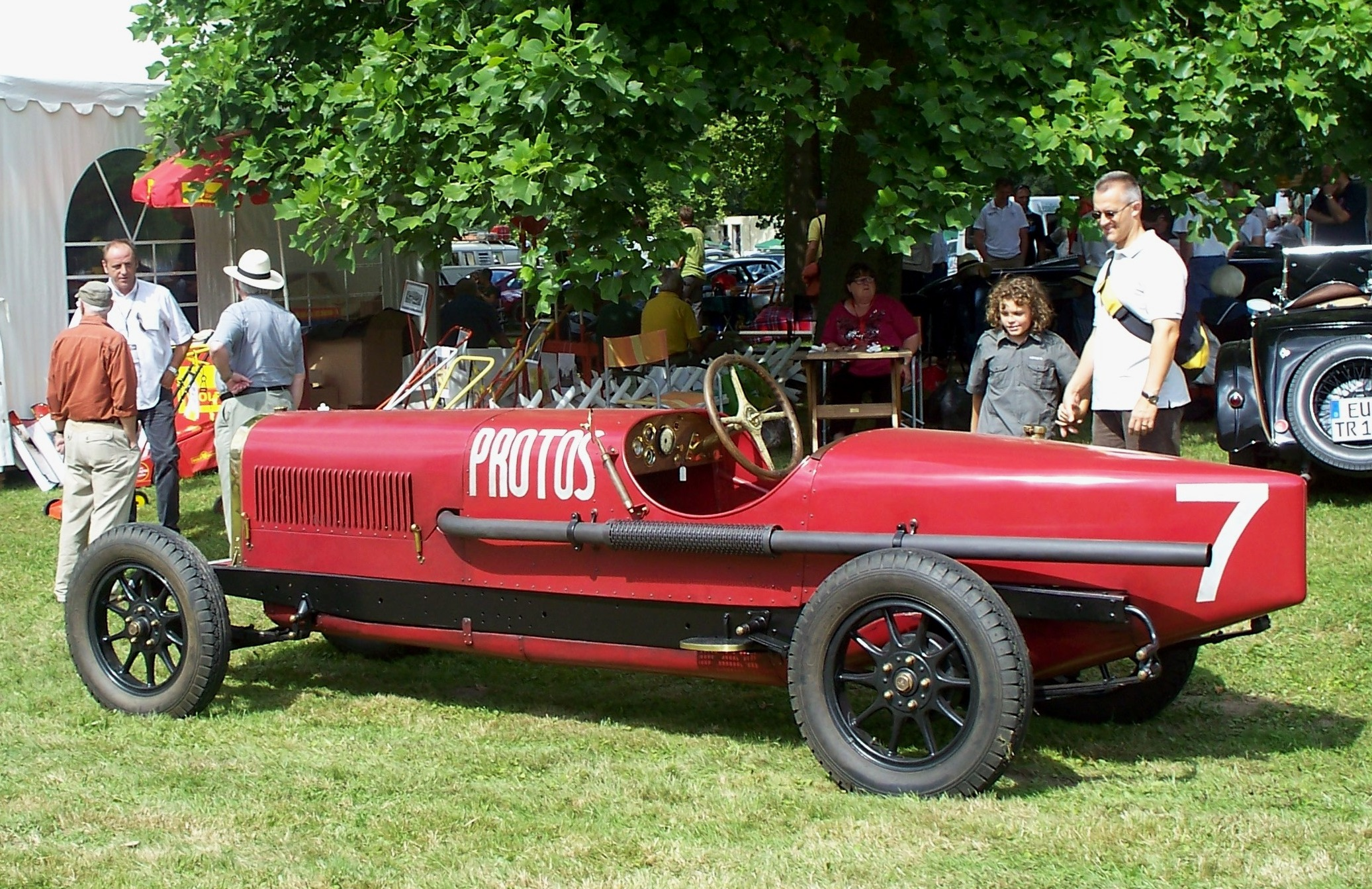
Protos-Rennwagen
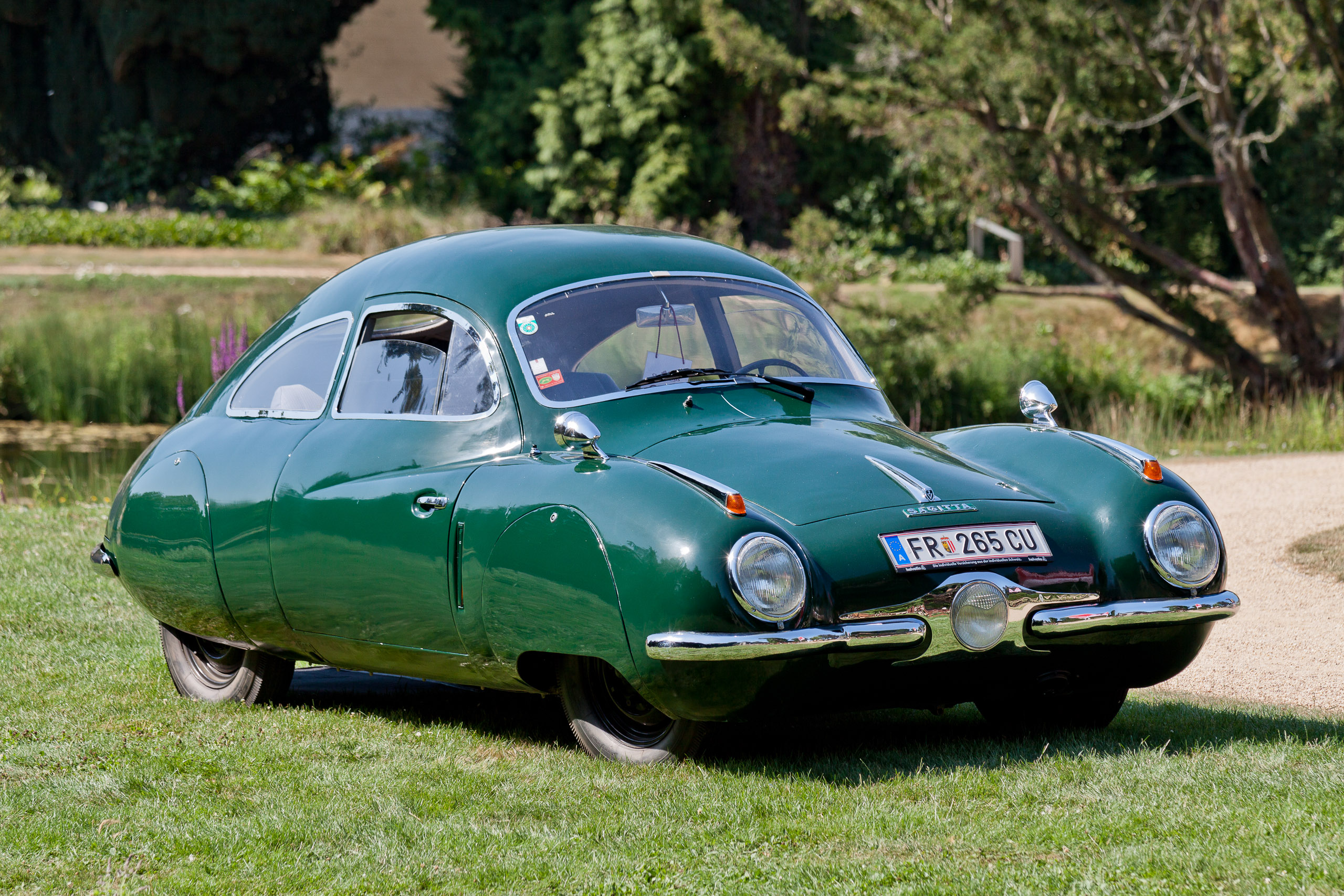
Volkhart V2 Sagitta, 1947
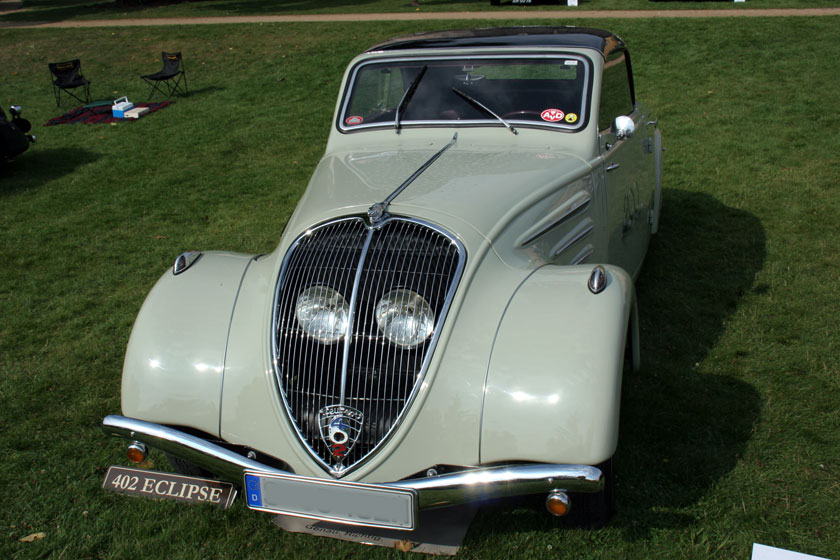
Peugeot 402, 1938
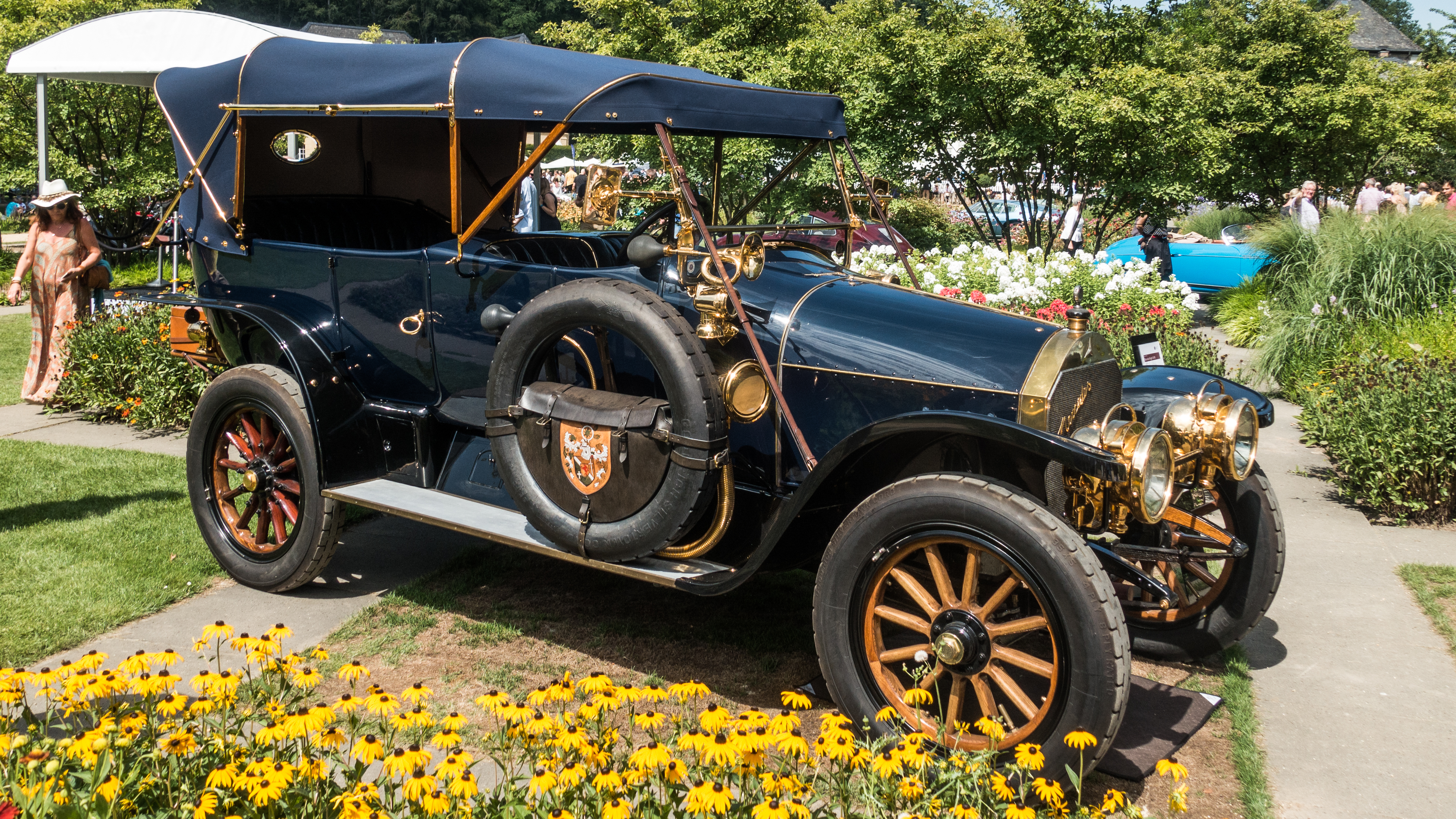
Mercedes-Knight 16/40 PS, 1912
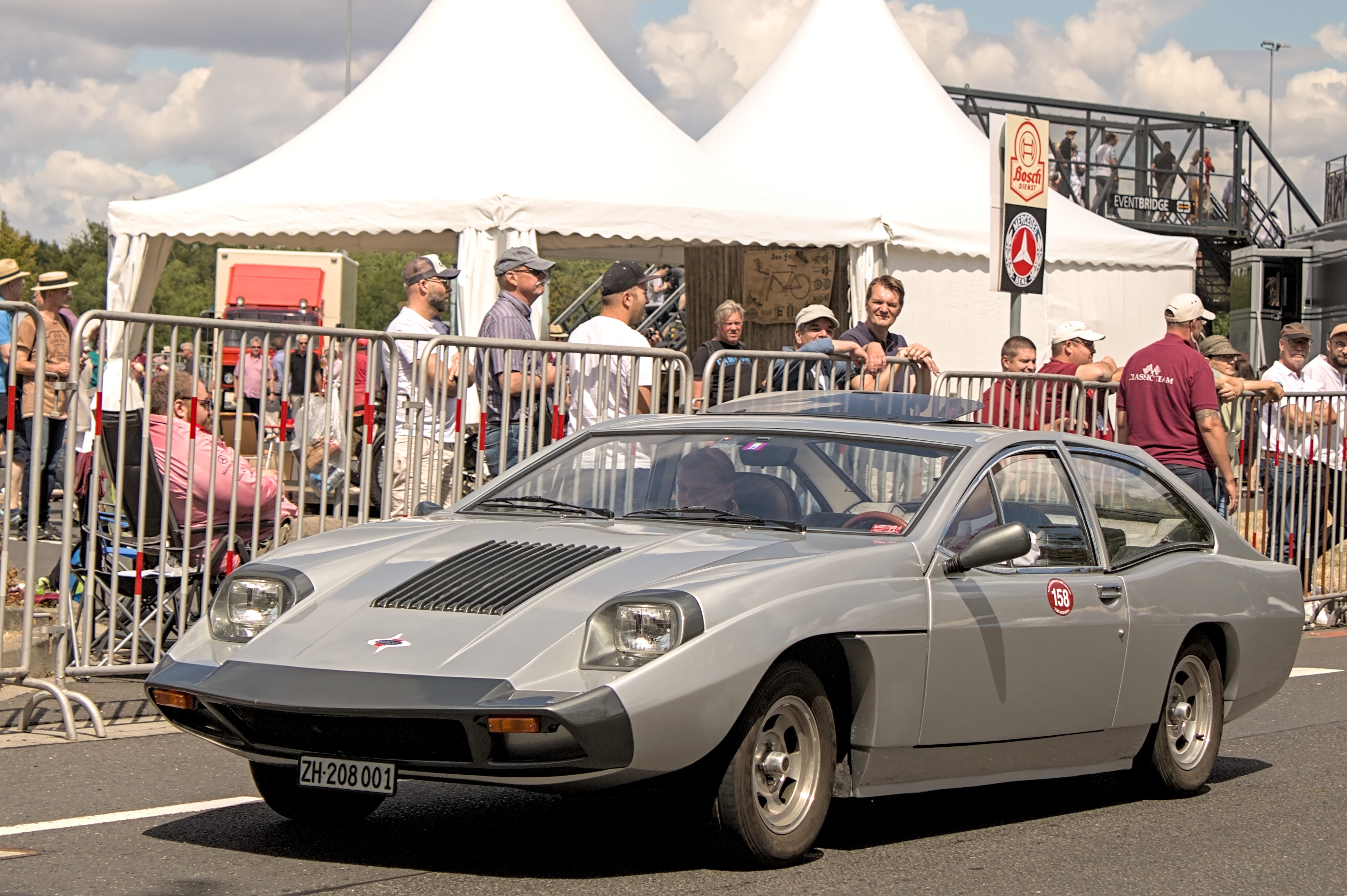
Marcos Mantis, 1971